# Shmuel Rabinovitch

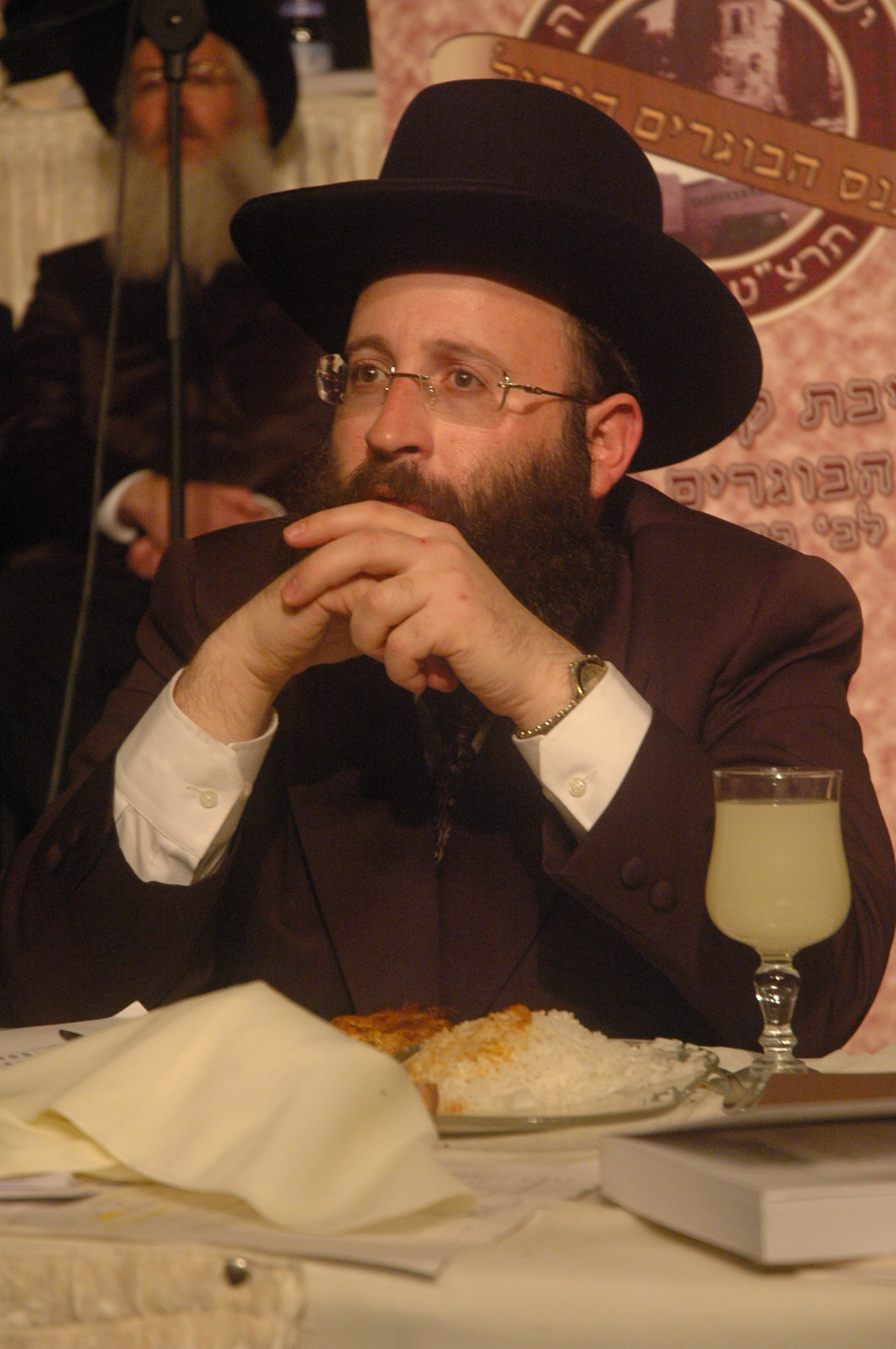
Shmuel Rabinovitch

Shmuel Rabinovitch, auch Rabinowitz (hebräisch שמואל רבינוביץ; geboren am 4. April 1970 in Jerusalem) ist ein israelischer orthodoxer Rabbiner und Rabbiner der Klagemauer. Damit ist er auch zuständig für die Gebetszettel in der Klagemauer. Zweimal im Jahr werden diese durch Mitarbeiter von ihm entfernt.